# Heterotyphlum
Heterotyphlum eine Gattung der Spulwürmer mit vier Arten, die als Parasiten bei Fischen vorkommen, fischfressende Vögel können gelegentlich Zufallswirt sein.

## Merkmale
Heterotyphlum sind Raphidascarididae mit schmalen, etwas asymmetrischen Lippen, jedoch ohne nach vorn gerichteten Fortsatz und ohne Längsverdickungen. Zwischenlippen fehlen.

## Arten
Zur Gattung gehören folgende Arten:
- Heterotyphlum attui Kaur, 1990
- Heterotyphlum eurycheilum Olsen, 1952
- Heterotyphlum himantolophi Spaul, 1927
- Heterotyphlum obtusocaudatum Zeder, 1800